# Governo federale della Germania
Il Governo Federale (Bundesregierung (BReg)), chiamato anche Gabinetto Federale, è un organo costituzionale della Repubblica Federale di Germania ed esercita il potere esecutivo a livello federale. Secondo l'articolo 62 della Legge fondamentale della Repubblica federale di Germania, è composto dal Cancelliere federale e dai Ministri federali.
Il Cancelliere federale è eletto dal Bundestag tedesco su proposta del Presidente federale, nominato dal Presidente federale e giurato dal Presidente del Bundestag tedesco. Il Cancelliere federale propone poi al Presidente federale i Ministri federali. Anche questi sono nominati dal Presidente federale e giurati dal Presidente del Bundestag.
La sede del governo federale come organo costituzionale è la capitale federale Berlino. Il governo ha un'influenza sull'attività legislativa in quanto può introdurre progetti di legge nel Bundestag tedesco e commentare i progetti di legge del Bundesrat.

## Il Cancelliere federale
Il Cancelliere viene eletto senza dibattito dal Bundestag su proposta del Presidente federale. È eletto chi riunisce su di sé i voti della maggioranza dei membri del Bundestag. L'eletto è poi nominato dal Presidente federale. 
Se il candidato designato dal Presidente non viene eletto, il Bundestag può, entro quattordici giorni dalla votazione, eleggere un Cancelliere federale a maggioranza dei suoi membri. 
Se non si effettua una votazione entro tale termine, ha luogo immediatamente una nuova elezione, nella quale è eletto colui che ottiene il maggior numero di voti. Se l'eletto riunisce su di sé i voti della maggioranza dei membri del Bundestag, il Presidente federale lo deve nominare entro sette giorni dall'elezione. Se l'eletto non raggiunge tale maggioranza, il Presidente federale, entro sette giorni, deve nominarlo o sciogliere il Bundestag.
Il Bundestag può esprimere al Cancelliere la sfiducia soltanto quando elegge a maggioranza dei suoi membri un successore (cd. sfiducia costruttiva ex art. 67). Il Presidente federale deve aderire alla richiesta e nominare l'eletto.
L'art. 68 stabilisce invece che, qualora una richiesta del Cancelliere di esprimergli la fiducia non abbia l'approvazione della maggioranza dei membri del Bundestag, il Presidente federale può, su proposta del Cancelliere, entro ventuno giorni, sciogliere il Bundestag. Il potere di scioglimento viene meno appena il Bundestag elegge, a maggioranza dei suoi membri, un altro Cancelliere.

## I Ministri federali e l'organo collegiale di Governo
I Ministri federali vengono nominati e revocati dal Presidente federale su proposta del Cancelliere. I Ministri sono soggetti al potere di direttiva del Cancelliere federale. Infatti, in base alla Legge Fondamentale:
(Art. 65 Capo VI. "Il governo federale" Legge fondamentale della repubblica federale tedesca(1949))
La supremazia organica e funzionale del Cancelliere, per altro verso, deve coordinarsi con il Kollegialprinzip ed il Ressortprinzip. In base al primo principio, il Cancelliere non può con le sue direttive contraddire le deliberazioni collegiali laddove la Legge Fondamentale fondi una competenza del Governo Federale. A quest'ultimo organo, infatti, sono affidate tutta una serie di atti e competenze, fra le quali, in particolare, le decisioni sull'iniziativa legislativa e sui conflitti tra i ministri nonché la delibera di norme regolamentari. Quanto al Ressortprinzip, al di là dei limiti imposti dalle direttive del Cancelliere, il Ministro ha un'autonomia di direzione per ciò che riguarda il suo Ministero, nel cui ambito né il Cancelliere né il Governo possono intervenire.